# عباس عاقلی
عباس عاقلی (زادهٔ اول بهمن ۱۳۴۸)بدن‌ساز حرفه‌ای اهل ایران (اصالتادامغان-شاهرود)است. او از سال ۱۳۶۹ ورزش پرورش اندام را شروع کرده است. مهم‌ترین عنوان وی، قهرمانی آرنولد کلاسیک در سال ۲۰۱۳ می‌باشد که در رده پیشکسوتان بوده است.

## مقام‌ها و افتخارات
| سال  | مسابقات                 | مقام   |
| ---- | ----------------------- | ------ |
| ۲۰۰۸ | جهانی بحرین (۸۵کیلو)    | ششم    |
| ۲۰۰۹ | آسیایی بحرین (۸۰کیلو)   | سوم    |
| ۲۰۱۰ | آسیایی تهران(۸۵کیلو)    | قهرمان |
| ۲۰۱۰ | جهانی هند               | قهرمان |
| ۲۰۱۱ | آسیایی تایلند           | قهرمان |
| ۲۰۱۱ | پیشکسوتان آسیایی تایلند | قهرمان |
| ۲۰۱۱ | جهانی مالزی             | قهرمان |
| ۲۰۱۳ | پیشکسوتان آرنولد کلاسیک | قهرمان |

## آمار بدنی در اوج بدنسازی
- قد: ۱۶۵ سانتیمتر
- وزن مسابقه: ۸۵ کیلوگرم
- وزن دوران حجم: ۹۵ کیلوگرم

## هنرهای رزمی
عباس عاقلی قبل از شروع رشته پرورش اندام به مدت ۹سال تمرین در رشته کونگ‌فو توآ پرداخته و دارای درجه شالبند سبز می‌باشد.